# Geobiologie
Geobiologie je relativně mladá vědní disciplína studující vzájemné vztahy mezi živou a neživou přírodou. Zahrnuje několik vědních disciplín, jako jsou paleontologie, biologie, geologie, geochemie či ekologie a vzájemně je propojuje.

## Historie
Historie geobiologie začíná ve 30. létech 20. století, kdy Alfred Treibs v ropě objevil tzv. porfyríny, potvrzující její organický původ, který byl velice často zpochybňován. Tímto dal základní kámen organické geochemii a definoval pojem biomarker, který se stal později jedním z důležitých aspektů geobiologie.
Termín geobiologie poprvé vyslovil Lourens Baas Becking v roce 1934. Tento nizozemský botanik a mikrobiolog jí definoval jako vztah mezi organismy a Zemí, kdy jsou organismy přímou součástí planety a jsou s ní spojené. Svou knihou Geobiology založil zcela novou vědní disciplínu. Při psaní knihy čerpal z názorů svých předchůdců i současníků. Od svého učitele Martina Beyerincka, jednoho ze zakladatelů virologie a environmentální mikrobiologie, či z názorů Vladimira Vernadského, ruského geochemika a biochemika, který stál u zrodu těchto oborů. Vladimir Vernadsky vyslovil názor, že život mění povrch Země a biosféru.
Významnou měrou se na rozvoji geobiologie podílel také Geoffrey Eglington a Roger Summons, kteří v roce 1977 publikovali nový fylogenetický strom života zahrnující mimo jiné i novou doménu života – Archea.
První oficiální laboratoří, která se zabývala geobiologií, byla Baas Becking Geobiological Laboratory v Parkesu v Austrálii, která v roce 1965 začala provádět experimenty. Geobiologii poté trvalo téměř 40 let, než se stala pevně zakotvenou vědní disciplínou. Stalo se tak zejména díky vědeckým pokrokům v genetice, genomice a geochemii.

## Metodologie

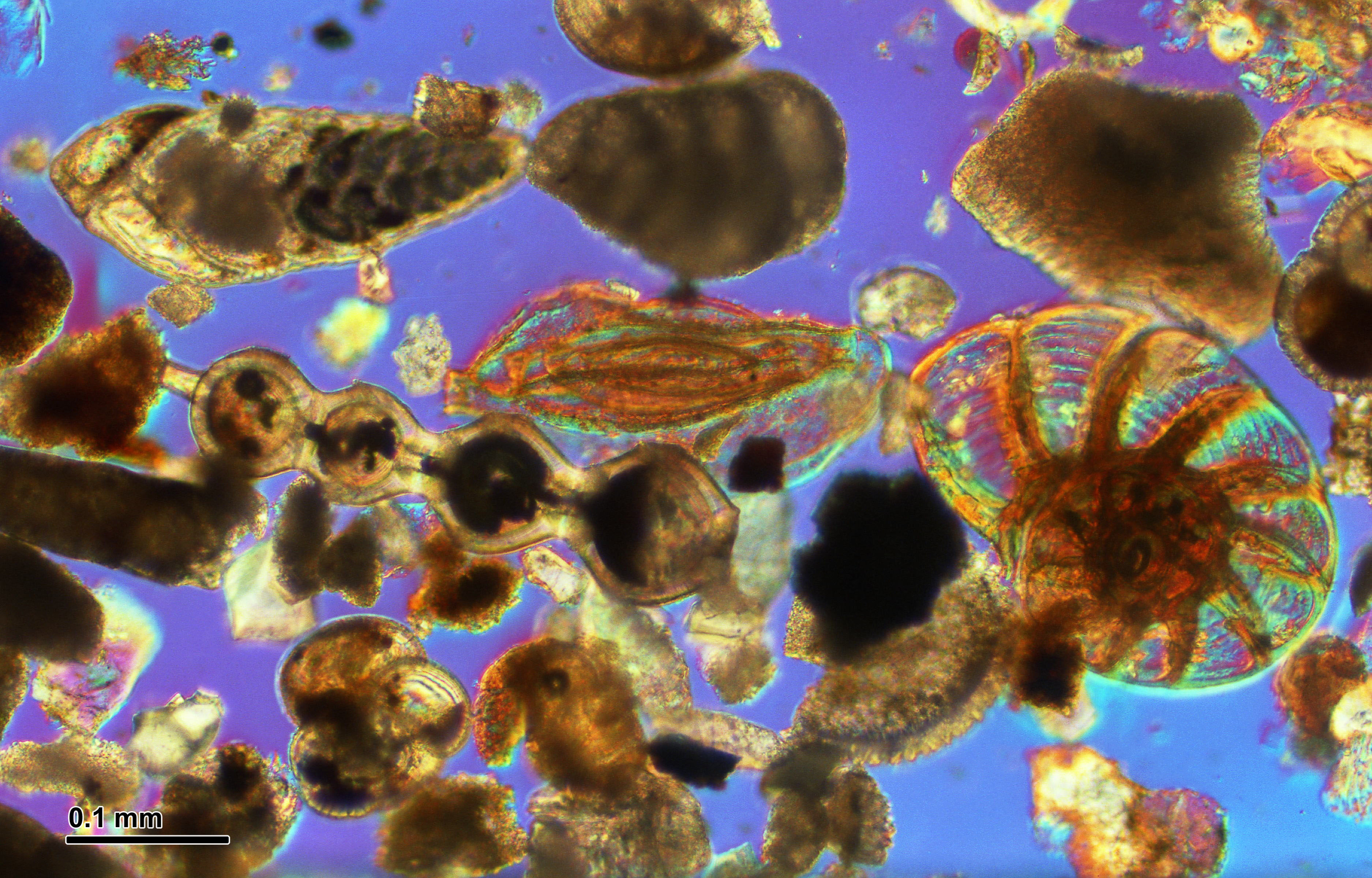
Mikropaleontologický snímek dírkonošců (Foraminifera) z výbrusu

Geobiologie je křižovatkou mnoha různých oborů. Je to mezioborová vědní disciplína.
- Sedimentologie je jedním z oborů geobiologie. V sedimentech se mohou uchovávat makro i mikrofosilie, které lze zkoumat. Nejdůležitějším principem uplatňujícím se v sedimentologii je tzv. princip superpozice – mladší sedimenty leží vždy na starších. Toto pravidlo ovšem neplatí vždy. Výjimku tvoří třeba různé přesmyky.
- Stratigrafie zkoumá stáří sedimentárních hornin na Zemi. Zkoumá prostorové uspořádání vrstev v závislosti na čase.[4] Mimo principu superpozice se zde uplatňuje například i princip stejných zkamenělin – Vrstvy obsahující stejné druhy zkamenělin jsou stejně staré.[5]

- Stratigrafie obsahuje další podobory, jako je např. biostratigrafie.
- Paleontologie a mikropaleontologie jsou vědy o životě na Zemi v minulých geologických dobách. Studují zkameněliny.
- Mikroskopie
- Paleomagnetismus je věda zkoumající vývoj magnetického pole Země v geologické minulosti.
- Geochemie a biogeochemie zkoumají obsah chemických prvků v Zemské kůře. Jsou to vědy důležité například pro tzv. biomarkery, které mohou být organického původu a důkazem života na Zemi v různých geologických obdobích, podle stáří právě zkoumané horniny..

Subdisciplíny
- astrobiologie
- geobiochemie
- evoluční biologie
- (paleo)biogeografie
- geomikrobiologie…

## Evoluce

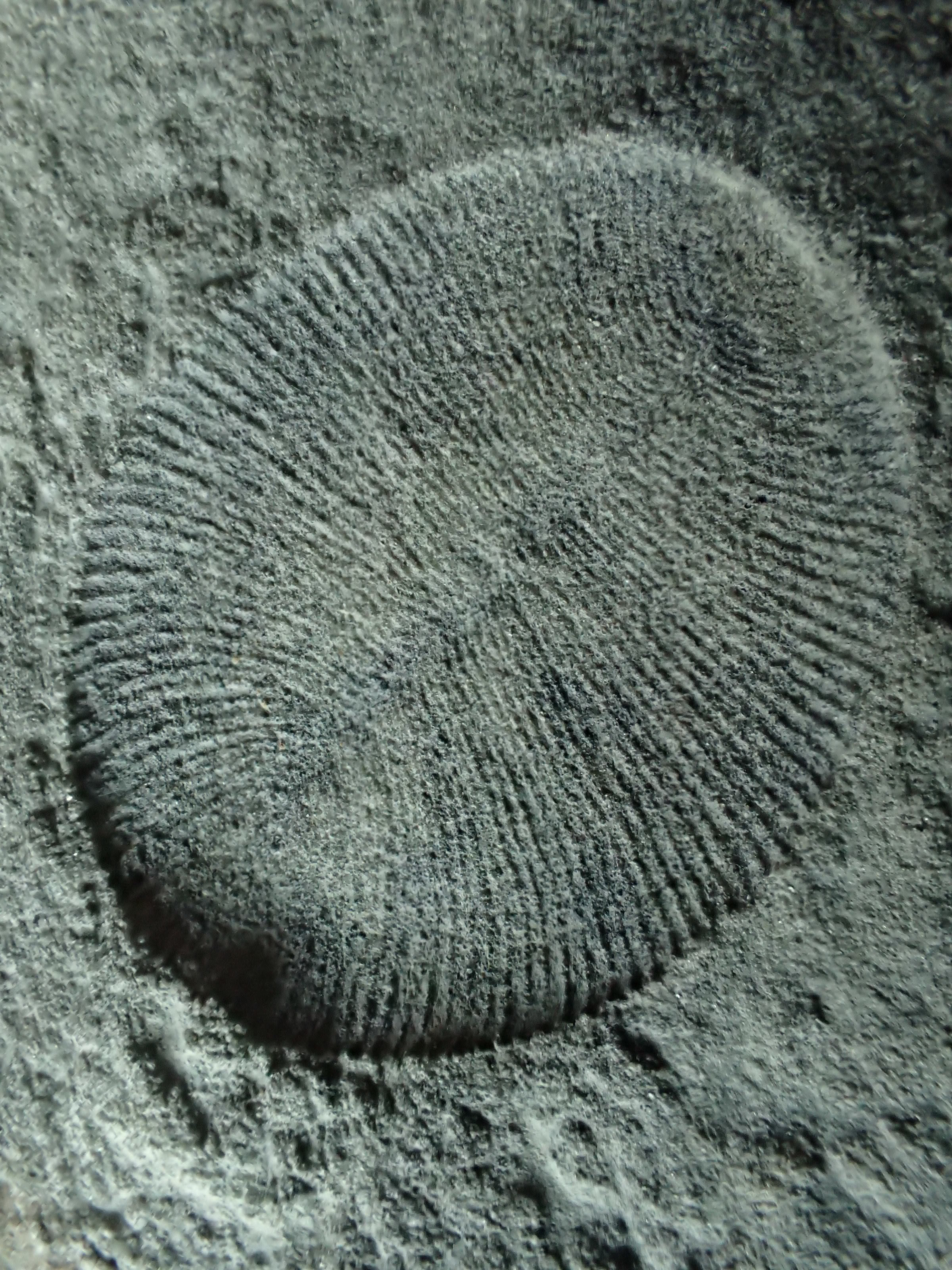
Dickinsonia tenuis- zástupce tzv. Ediakarské fauny

Geobiologie je založena na několika základních pojmech, které spojují studium Země a života na ní. Jedním ze základních je evoluce života na Zemi, dodržující pravidla a principy Darwinismu. Evoluce (přesněji biologická evoluce) je teorie popisující dlouhodobý a samovolný proces, v jehož průběhu se rozvíjí a diverzifikuje pozemský život. Evolucí živočišných druhů je tak chápán postupný vývoj života od prvního výskytu na Zemi k mnoha různým formám života, které se nadále vyvíjejí. Podle současné vědy sahá vývoj života na naší planetě až do doby před 3,8 miliardami let. Prvními organismy na Zemi byly pravděpodobně chemotrofní či termofilní bakterie. Uvedené číslo stáří nejstarších organismů se ovšem neustále mění. Je možné nalézt články o stáří nejstarších biomarkerů i z doby před 4,1 miliardami let. Tyto údaje mohou být nepřesné, protože je těžké zjistit původ nalezených látek (zdali jsou organického původu, či nikoliv). První skutečné fosílie jsou pravděpodobně z doby před přibližně 3,7 miliardami let (stromatolity).
Před přibližně 2,4-2,1 miliardami let na Zemi narůstal obsah kyslíku. Původně redukční atmosféra se změnila na oxidační. Toto vše mohlo být způsobeno rozkvětem cyanobakterií (sinic). Stále se jednalo o jednobuněčné organismy. Mnohobuněčný život vznikl až mnohem později. Důležitým milníkem byl moment, kdy si organizmy začaly biomineralizovat své schránky – Kambrická exploze. Přesto se zachovaly i otisky živočichů z dob před Kambrickou explozí. Jedná se ovšem o živočichy měkkotělné, kteří se dochovávají podstatně hůře (viz Ediakarská fauna). Při zachování těchto fosílií musí být dodržena určitá pravidla (např. rychlé překrytí sedimentem, absence rozkladačů apod.). Věda o způsobu zachovávání fosílií se nazývá tafonomie.
V kambriu se objevily téměř všechny kmeny živočichů, které jsou známe do dnešních dnů. Výjimkou jsou mechovci (Bryozoa), které se objevily (dochovaly se) až v ordoviku. V siluru začala expanze života na souš. Jednou z prvních známých fosílií rostliny byla Coocksonia, i když se spory rostliny objevily již v ordoviku. Za rostlinami se na souš začaly šířit i živočichové. Život se během mnoha miliónů let poté vyvinul do podoby, jak ho známe dnes. Měly na to ovšem vliv i různé události na Zemi i mimo ní, ať už se jedná a intenzivní vulkanismu, dopad extraterestrického tělesa, změna chemismu oceánů, či klimatická změna způsobená pohybem kontinentů.  

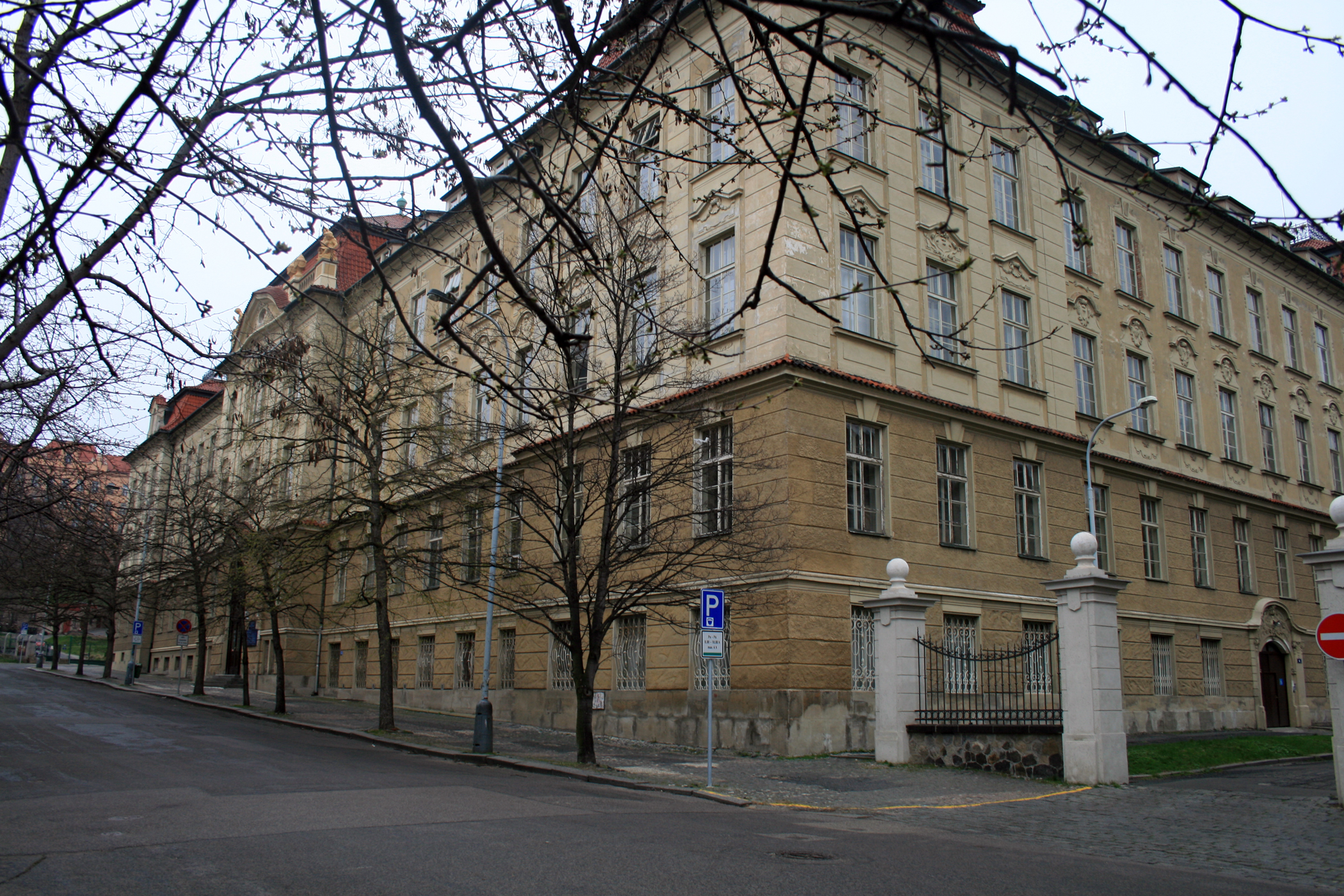
Sídlo děkanátu Přírodovědecké fakulty UK na Albertově 6 a sídlo geologické sekce

## Studium
Tato vědní disciplína je spjatá s přímořskými státy, jako je například Austrálie, Spojené království či Spojené státy americké. V České republice se studijní obor Geobiologie poprvé otevřel v roce 2006 na Přírodovědecké fakultě Univerzity Karlovy v Praze. Garanty bakalářského studia geobiologie na PřF UK jsou prof. RNDr. Katarína Holcová, CSc. (za geologii) a prof. RNDr. Adam Petrusek, Ph.D. (za biologii).